# کشتی دو دکله بلک داگلاس
کشتی دو دکله بلک داگلاس (به انگلیسی: Schooner Black Douglas) یک کشتی بود. این کشتی در سال ۱۹۳۰ ساخته شد.